# جان تشازي
جان تشازي (بالفرنسية: Jean Chazy)‏ (و. 1882 – 1955 م) هو رياضياتي، وعالم فلك من فرنسا. كان عضوًا في الأكاديمية الفرنسية للعلوم.
توفي في باريس، عن عمر يناهز 73 عاماً.

## التعليم
تعلم في مدرسة الأساتذة العليا.